# Sondersammelgebiet
Im Rahmen eines überregionalen Systems der wissenschaftlichen Literaturversorgung waren die Sondersammelgebiete (SGG) verabredete Sammelschwerpunkte für wissenschaftliche Fachliteratur, die von den beteiligten Bibliotheken in Deutschland möglichst vollständig erworben wurde. Die Förderung der Sondersammelgebiete durch die Deutsche Forschungsgemeinschaft wurde in den Jahren von 2014 bis 2016 etappenweise in Abhängigkeit vom jeweiligen Fach eingestellt.

## Geschichte
Auf Grund der Geschichte des deutschen Nationalstaates gibt es in Deutschland erst ab 1912 – später als beispielsweise in Großbritannien oder Frankreich – eine Nationalbibliothek. Diese sammelt aber nur die im deutschsprachigen Raum erschienenen Publikationen möglichst vollständig. In Deutschland veröffentlichte Werke müssen als Pflichtexemplar an sie abgegeben werden.
Für die im Ausland erschienene Literatur existierte seit 1949 ein Sondersammelgebietsplan der Deutschen Forschungsgemeinschaft (DFG). Durch die Bildung von fachlichen Sammlungsschwerpunkten der beteiligten Bibliotheken sollte sichergestellt werden, dass jedes wissenschaftlich relevante Werk in Deutschland mindestens in einem Exemplar vorhanden und verfügbar ist.
In Abstimmung mit dem System der Zentralen Fachbibliotheken und zusammen mit der Sammlung Deutscher Drucke, der Deutschen Nationalbibliothek sowie der Bayerischen Staatsbibliothek München und der Staatsbibliothek zu Berlin – Preußischer Kulturbesitz bildeten die Sondersammelgebiete gewissermaßen eine verteilte Nationalbibliothek für Deutschland.
An die Stelle der „Sondersammelgebiete“ traten zwischen 2014 und 2016 schrittweise die „Fachinformationsdienste für die Wissenschaft“, wobei nicht jedem Sondersammelgebiet ein Fachinformationsdienst entspricht. Zum Teil entstanden Fachinformationsdienste mit modifizierter fachlicher Ausrichtung, zum Teil wurden Sondersammelgebiete komplett eingestellt.

## WEBIS
Unter dem Namen WEBIS (Web Informations System) – Sammelschwerpunkte an deutschen Bibliotheken existiert ein Informationssystem für alle Bibliotheken mit Sondersammelgebieten, das sich nach Fächern, Regionen und Bibliotheken durchsuchen lässt. Das Portal besteht aus einem Wiki, seit Mitte Januar 2012 auch aus einem Blog, das seit der Schließung des Portals vascoda als Informations- und Austauschplattform für die Virtuellen Fachbibliotheken und Sondersammelgebiets-Bibliotheken dient.